# San Juan de Colón
Colón é uma cidade venezuelana, capital do município de Ayacucho.